# مجید حسینی‌پور
مجید حسینی‌پور (زاده ۲۷ مارس ۱۹۶۷) یک بازیکن فوتبال اهل ایران است.